# Patricia Kovács
Patricia Kovács (født 26. maj 1996 i Lustenau, Østrig) er en kvindelig østrigsk håndboldspiller som spiller for Hypo Niederösterreich og Østrigs kvindehåndboldlandshold.
Hun blev udtaget til den østrigske landstræner Herbert Müllers, udvalgte trup ved VM i kvindehåndbold 2021 i Spanien.